# Joseph II (pape copte)
Joseph II,  également orthographié Yusab II (arabe : يوساب الثاني), né à Sohag en 1875 et mort le 14 novembre 1956 au Caire, est un religieux et ecclésiastique égyptien. Il fut le 115e successeur de saint Marc, pape et patriarche d'Alexandrie de l'église copte orthodoxe d'Égypte et d'Éthiopie, en fonction entre 1946 et 1956.

## Biographie
Il est le métropolite (nom des évêques des Églises d'Orient) de la ville de Thinis, autrefois appelée Girga, en Égypte avant de devenir pape. Il est le troisième métropolite à devenir pape après Jean XIX (1929-1944) et Macaire III (1944-1945).
Il est révéré en Éthiopie pour avoir nommé au sein de l'Église éthiopienne orthodoxe le premier archevêque métropolite né en Éthiopie mais également pour en avoir fait une Église autocéphale à part entière. Cela explique pourquoi l'Église d'Éthiopie n'accepta pas sa déchéance par le Synode copte et que le nom du pape Joseph II était encore utilisé lors des services religieux en Éthiopie après qu'il eut été démis de ses fonctions.
Joseph II doit faire face à des allégations de corruption et, en 1954, après un long désaccord avec le Saint-Synode du Patriarcat copte orthodoxe d'Alexandrie et le Conseil général de la Congrégation, il est démis de ses fonctions par décision mutuelle du synode et du conseil. Il se retire alors dans un monastère et dans ses derniers jours, il est admis à l'hôpital copte d'Azbakeya au Caire.
L'Église copte orthodoxe est alors gérée par un comité composé de trois métropolites et le trône demeure vacant jusqu'en 1959 lorsque Cyrille VI est élu pour lui succéder.

## Son œuvre
C'est en 1954, durant son pontificat, qu'il crée l'Institut d'étude copte rattachée à l'Église copte orthodoxe et situé au Caire.
Durant les années 1950 à 1952, l'église Saint-Marc d'Alexandrie, siège de la papauté orthodoxe, est démolie et un autre bâtiment plus grand est construit en béton armé. Seuls les deux minarets originels n'ont pas été démolis mais renforcés avec du béton et ils ont été décorés avec des gravures copte. Deux nouvelles cloches, venues d'Italie, sont installées dans chaque minaret.

## Décorations
- Grand cordon de l'ordre d'Ismaïl (royaume d'Égypte) ;
- Grand-croix de l’ordre de l'Étoile (Éthiopie) ;
- Grand cordon de l'ordre de Salomon (Éthiopie).